# Gabinete Hertling
El Gabinete Hertling (en alemán: Kabinett Hertling) fue el primer gabinete del Imperio alemán que surgió después de consultar con los partidos mayoritarios en el Reichstag. Los socialdemócratas no se unieron al gabinete para no dificultar aún más el proceso de formar un gobierno.

## Historia
Hertling pertenecía al ala derecha del Partido del Centro Católico, y estaba en contra de una confrontación parlamentaria del Imperio alemán. El ala izquierda alrededor de Matthias Erzberger adoptó la opción contraria, y el amplió centro del partido quería tener en cuenta las opiniones de la derecha, pero también tomó nota de los deseos de los trabajadores católicos para la democratización. El centro no quería poner obstáculos en el camino de la parlamentación, pero no tomó medidas activas para evitar una división en el partido. La cancillería de Hertling significó que el Centro y los liberales de izquierda tuvieron en cuenta los elementos conservadores. Esto último tuvo que acostumbrarse a una forma parlamentaria de gobernar.
El gobierno ofició bajo el emperador Guillermo II del 25 de octubre de 1917 al 4 de octubre de 1918

## Composición
Los ministros de Estado fueron los siguientes:
| Cargo                                    | Titular                               | Período                                       | Partido                        |
| ---------------------------------------- | ------------------------------------- | --------------------------------------------- | ------------------------------ |
| Canciller                                | Georg von Hertling                    | 25 de octubre de 1917-4 de octubre de 1918    | Centro                         |
| Rector                                   | Karl Helfferich                       | 25 de octubre de 1917-9 de noviembre de 1917  | Conservador                    |
| Rector                                   | Friedrich von Payer                   | 9 de noviembre de 1917-4 de octubre de 1918   | FVP                            |
| Ministro de Relaciones Exteriores        | Richard von Kühlmann                  | 15 de octubre de 1917-9 de julio de 1918      | Independiente                  |
| Ministro de Relaciones Exteriores        | Paul von Hintze                       | 9 de julio de 1918-4 de octubre de 1918       | Independiente                  |
| Ministro del Interior                    | Max Wallraf                           | 25 de octubre de 1917-4 de octubre de 1918    | Conservador                    |
| Ministro de Justicia                     | Paul von Krause                       | 25 de octubre de 1917-4 de octubre de 1918    | Ninguno (Nacionalista liberal) |
| Ministro de la Marina                    | Eduard von Capelle                    | 25 de octubre de 1917:- 4 de octubre de 1918  | Independiente                  |
| Ministro de Economía                     | Rudolf Schwander                      | 25 de octubre de 1917-20 de noviembre de 1917 | Independiente                  |
| Ministro de Economía                     | Hans Karl von Stein a Nord- y Ostheim | 20 de noviembre de 1917-4 de octubre de 1918  | Independiente                  |
| Ministro de Alimentación                 | Wilhelm von Waldow                    | 25 de octubre de 1917-4 de octubre de 1918    | Ninguno (Conservador)          |
| Ministro de Asuntos Postales             | Otto Rudlin                           | 25 de octubre de 1917-4 de octubre de 1918    | Independiente                  |
| Ministro del Tesoro                      | Siegfried Count von Roedern           | 25 de octubre de 1917-4 de octubre de 1918    | Independiente                  |
| Ministro de la Oficina Imperial Colonial | Wilhelm Solf                          | 25 de octubre de 1917-9 de octubre de 1918    | Ninguno (Liberal)              |

- Datos: Q320790